# Cosnes-et-Romain
Pour les articles homonymes, voir Romain.
Cosnes-et-Romain [kon e ʁɔmɛ̃] est une commune française située dans le département de Meurthe-et-Moselle en région Grand Est.

## Géographie

### Description
La commune est délimitée au nord par la frontière franco-belge qui la sépare de la province de Luxembourg.

### Communes limitrophes
Les communes limitrophes sont, en France, Cons-la-Grandville, Fresnois-la-Montagne, Gorcy, Lexy, Longwy, Mont-Saint-Martin, Saint-Pancré, Ville-Houdlémont, Villers-la-Chèvre, et, en Belgique, Musson et Aubange (cette dernière, par sa section de Halanzy).
| Gorcy                | Musson ( Belgique) | Aubange ( Belgique), Mont-Saint-Martin |
| Saint-Pancré         | Cosnes-et-Romain   | Longwy                                 |
| Fresnois-la-Montagne | Villers-la-Chèvre  | Lexy                                   |

### Hydrographie

#### Réseau hydrographique
La commune est dans le bassin versant de la Meuse au sein du bassin Rhin-Meuse. Elle est drainée par le ruisseau de Parivaux et le ruisseau du Coulmy,.

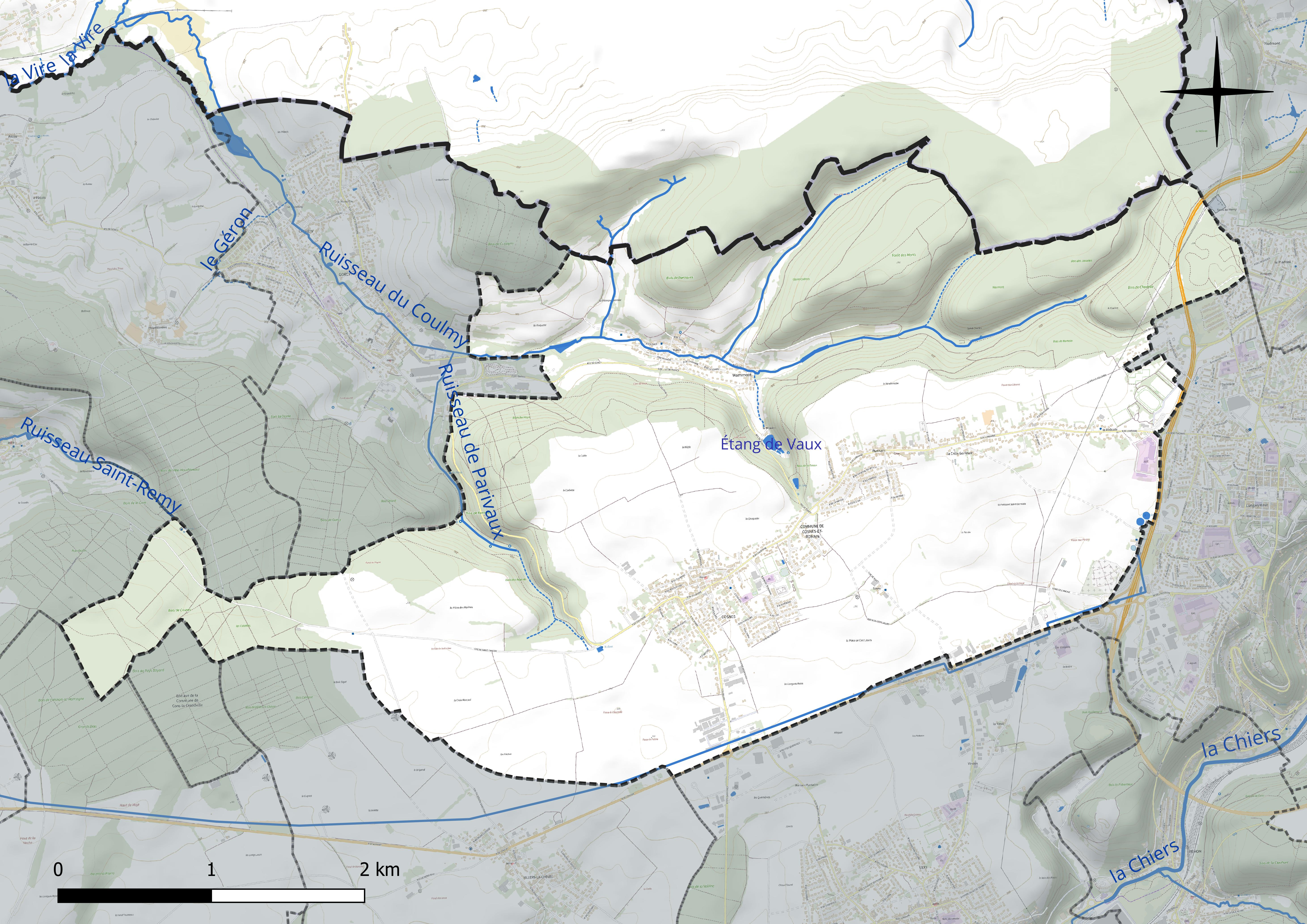
Réseau hydrographique de Cosnes-et-Romain.

Un plan d'eau complète le réseau hydrographique : l'étang de Vaux (0,7 ha),.

#### Gestion et qualité des eaux
Le territoire communal est couvert par le schéma d'aménagement et de gestion des eaux (SAGE) « Bassin ferrifère ». Ce document de planification concerne le périmètre des anciennes galeries des mines de fer, des aquifères et des bassins versants hydrographiques associés qui s’étend sur 2 418 km2. Les bassins versants concernés sont celui de la Chiers en amont de la confluence avec l'Othain, et ses affluents (la Crusnes, la Pienne, l'Othain), celui de l'Orne et ses affluents et celui de la Fensch, le Veymerange, la Kiesel et les parties françaises du bassin versant de l'Alzette et de ses affluents (Kaylbach, ruisseau de Volmerange). Il a été approuvé le 27 mars 2015. La structure porteuse de l'élaboration et de la mise en œuvre est la région Grand Est. 
La qualité des cours d’eau peut être consultée sur un site dédié géré par les agences de l’eau et l’Agence française pour la biodiversité. 

### Climat
Pour des articles plus généraux, voir Climat du Grand Est et Climat de Meurthe-et-Moselle.
En 2010, le climat de la commune est de type climat de montagne, selon une étude du Centre national de la recherche scientifique s'appuyant sur une série de données couvrant la période 1971-2000. En 2020, Météo-France publie une typologie des climats de la France métropolitaine dans laquelle la commune est exposée à un climat semi-continental et est dans la région climatique  Lorraine, plateau de Langres, Morvan, caractérisée par un hiver rude (1,5 °C), des vents modérés et des brouillards fréquents en automne et hiver. 
Pour la période 1971-2000, la température annuelle moyenne est de 8,8 °C, avec une amplitude thermique annuelle de 16,3 °C. Le cumul annuel moyen de précipitations est de 896 mm, avec 13,1 jours de précipitations en janvier et 9,6 jours en juillet. Pour la période 1991-2020, la température moyenne annuelle observée sur la station météorologique de Météo-France la plus proche, « Villette », sur la commune de Villette à 13 km à vol d'oiseau, est de 10,1 °C et le cumul annuel moyen de précipitations est de 909,4 mm. 
La température maximale relevée sur cette station est de 39 °C, atteinte le 25 juillet 2019 ; la température minimale est de −14,8 °C, atteinte le 20 décembre 2009,,. 
Les paramètres climatiques de la commune ont été estimés pour le milieu du siècle (2041-2070) selon différents scénarios d'émission de gaz à effet de serre à partir des nouvelles projections climatiques de référence DRIAS-2020. Ils sont consultables sur un site dédié publié par Météo-France en novembre 2022.

## Urbanisme

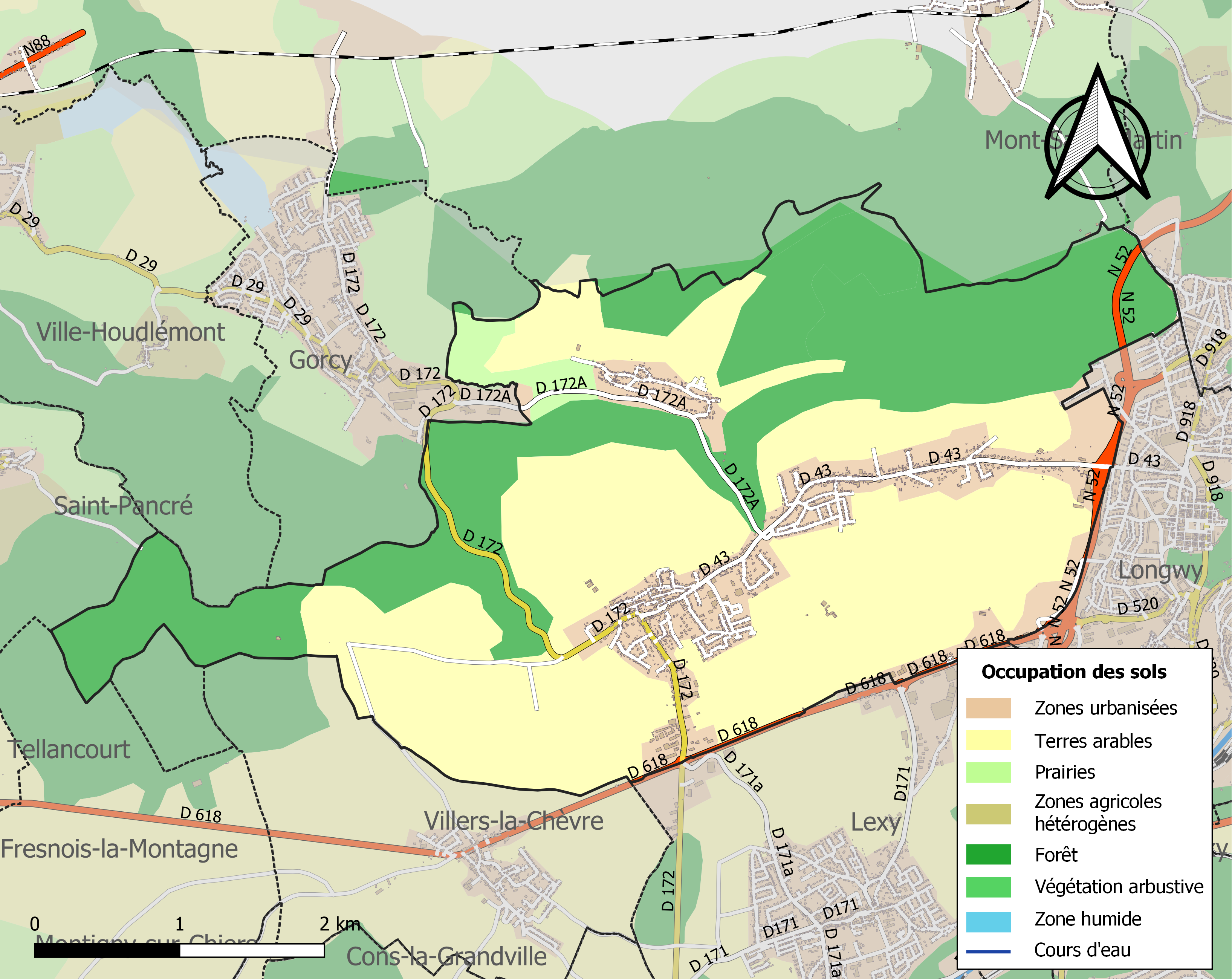
Carte des infrastructures et de l'occupation des sols de la commune en 2018 (CLC).

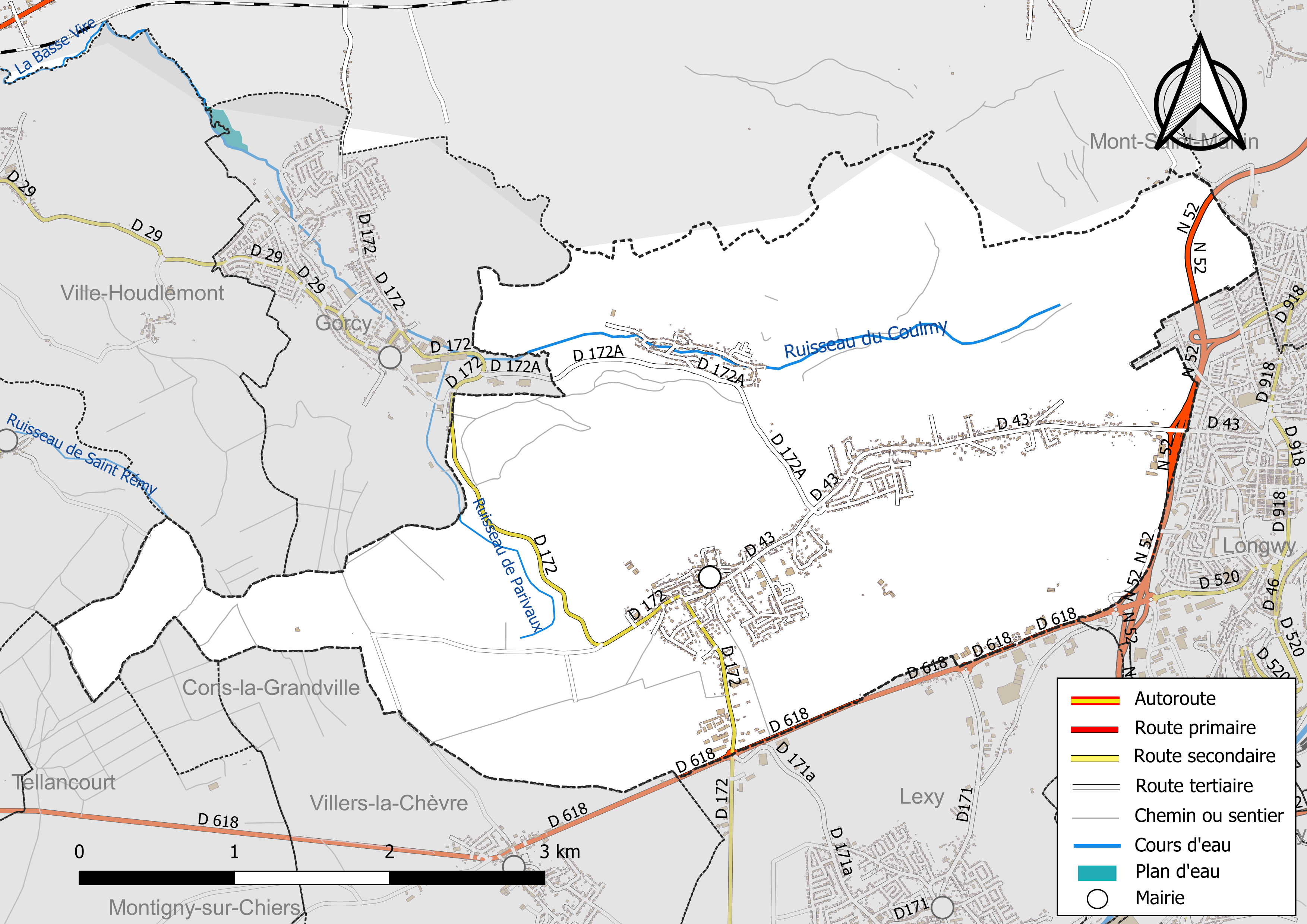
Plan hydrographique et des voies de communication de la commune en 2022.

### Typologie
Au 1er janvier 2024, Cosnes-et-Romain est catégorisée ceinture urbaine, selon la nouvelle grille communale de densité à sept niveaux définie par l'Insee en 2022.
Elle appartient à l'unité urbaine de Longwy (partie française), une agglomération internationale regroupant onze  communes, dont elle est une commune de la banlieue,,. Par ailleurs la commune fait partie de l'aire d'attraction de Longwy, dont elle est une commune de la couronne,. Cette aire, qui regroupe 23 communes, est catégorisée dans les aires de moins de 50 000 habitants,.

### Occupation des sols
L'occupation des sols de la commune, telle qu'elle ressort de la base de données européenne d’occupation biophysique des sols Corine Land Cover (CLC), est marquée par l'importance des territoires agricoles (49,9 % en 2018), en diminution par rapport à 1990 (53,6 %). La répartition détaillée en 2018 est la suivante : 
terres arables (47,9 %), forêts (35,5 %), zones urbanisées (11,4 %), zones industrielles ou commerciales et réseaux de communication (2,2 %), prairies (2 %), espaces verts artificialisés, non agricoles (0,9 %). L'évolution de l’occupation des sols de la commune et de ses infrastructures peut être observée sur les différentes représentations cartographiques du territoire : la carte de Cassini (XVIIIe siècle), la carte d'état-major (1820-1866) et les cartes ou photos aériennes de l'IGN pour la période actuelle (1950 à aujourd'hui).

### Lieux-dits, hameaux et écarts
L’entité communale est composée de trois villages : Cosnes, Romain et Vaux-Warnimont.

### Habitat et logement
En 2020, le nombre total de logements dans la commune était de 1 302, alors qu'il était de 1 210 en 2015 et de 1 076 en 2010.
Parmi ces logements, 91,8 % étaient des résidences principales, 0,9 % des résidences secondaires et 7,2 % des logements vacants. Ces logements étaient pour 81,5 % d'entre eux des maisons individuelles et pour 18,3 % des appartements.
Le tableau ci-dessous présente la typologie des logements à Cosnes-et-Romain en 2020 en comparaison avec celle de Meurthe-et-Moselle et de la France entière. Une caractéristique marquante du parc de logements est ainsi une proportion de résidences secondaires et logements occasionnels (0,9 %) inférieure à celle du département (2,1 %) et à celle de la France entière (9,7 %). Concernant le statut d'occupation de ces logements, 81,8 % des habitants de la commune sont propriétaires de leur logement (81,4 % en 2015), contre 57,3 % pour la Meurthe-et-Moselle et 57,5 pour la France entière.
| Typologie                                               | Cosnes-et-Romain | Meurthe-et-Moselle | France entière |
| ------------------------------------------------------- | ---------------- | ------------------ | -------------- |
| Résidences principales (en %)                           | 91,8             | 88,6               | 82,1           |
| Résidences secondaires et logements occasionnels (en %) | 0,9              | 2,1                | 9,7            |
| Logements vacants (en %)                                | 7,2              | 9,3                | 8,2            |

## Toponymie
Cosnes est attesté sous les formes Koëne (1293), Koesne (1301), Cozsne (1304), Connes (1308), Cône (1749), Cosne (1612 et 1793), Cosnes-et-Romain (1812).

Romain, ancien hameau, est attesté sous la forme Ad Romanas (1049).

Du mot latin romania, désigne probablement une villa restée aux Gallo-romains, par opposition à d'autres villas occupées par des Barbares (au sens archéologique).

## Histoire

### Temps modernes
Cosnes-et-Romain faisait partie de l'ancienne province du Barrois.
La forge de Vaux-sur-Cosnes a dû posséder un haut fourneau dans la seconde moitié du XIVe siècle. Il semblerait qu'elle ait disparu au début du XVIIe siècle, mais c'est sur son emplacement que se développeront les forges de Gorcy.

### Révolution française et Empire
La commune, instituée par la Révolution française sous le nom de Cosne, absorbe en 1790 celles de Vaux et Warnimont, puis en 1812 celle de Romain. Elle prend, sans doute à cette époque, sa dénomination actuelle de Cosnes-et-Romain.

### Époque contemporaine
En 1817, Cosnes, qui avait pour annexes les hameaux de Vaux et Warnimont et les fermes de la Colombe de Soxey (grande et petite), avait une population de 592 habitants répartis dans 123 maisons.
La commune a été décorée de la Croix de guerre 1914-1918 le 5 février 1921.
En octobre 2007, des vestiges de la Seconde Guerre mondiale sont retrouvés : plus de 200 obus étaient enterrés devant le château d'eau de Cosnes.

## Politique et administration

### Rattachements administratifs
La commune se trouve dans l'arrondissement de Briey du département de Meurthe-et-Moselle.
Elle faisait partie de 1801 à 1973  du canton de Longwy, année où elle intègre le canton de Mont-Saint-Martin. Dans le cadre du redécoupage cantonal de 2014 en France, cette circonscription administrative territoriale a disparu, et le canton n'est plus qu'une circonscription électorale.

### Rattachements électoraux
Pour les élections départementales, la commune fait partie depuis 2014 d'un nouveau canton de Mont-Saint-Martin porté à 32 communes.
Pour l'élection des députés, elle fait partie de la troisième circonscription de Meurthe-et-Moselle.

### Intercommunalité
La commune est membre de la communauté d'agglomération dénommée depuis 2021 Grand Longwy Agglomération, un établissement public de coopération intercommunale (EPCI) à fiscalité propre créé en 2017 sous le nom de communauté d'agglomération de Longwy par transformation de la  communauté de communes de l'Agglomération de Longwy  et auquel la commune avait transféré un certain nombre de ses compétences, dans les conditions déterminées par le code général des collectivités territoriales.
Cette communauté de commune avait elle-même été créée en 2002 par transformation d'un district constitué en 1960 et qui avait progressivement intégré d'autres communes.
La commune est également membre de l'Agglomération transfrontalière du pôle européen de développement.

### Liste des maires
| Période                                  | Période                   | Identité      | Étiquette        | Qualité |
| ---------------------------------------- | ------------------------- | ------------- | ---------------- | --- |
| Les données manquantes sont à compléter. |                           |               |                  | |
|                                          |                           |               |                  | |
| mars 1971                                | février 2013              | André Ferrari | UDF-PRV puis UMP | paysagiste et horticulteur Conseiller régional de Lorraine (1978 → 2004) Président du District de Longwy[Quand ?] Vice-président de la CC de l’agglomération de Longwy[Quand ?] Démissionnaire |
| mars 2013                                | En cours (au 6 juin 2023) | Cédric Aceti  | DVD              | Chef d'agence Vice-président de la CA de Longwy (2020 → 2022) Réélu pour le mandat 2020-2026                                                                                                   |

## Population et société

### Démographie
L'évolution du nombre d'habitants est connue à travers les recensements de la population effectués dans la commune depuis 1793. Pour les communes de moins de 10 000 habitants, une enquête de recensement portant sur toute la population est réalisée tous les cinq ans, les populations de référence des années intermédiaires étant quant à elles estimées par interpolation ou extrapolation. Pour la commune, le premier recensement exhaustif entrant dans le cadre du nouveau dispositif a été réalisé en 2004.

En 2022, la commune comptait 2 805 habitants, en évolution de +5,25 % par rapport à 2016 (Meurthe-et-Moselle : −0,13 %, France hors Mayotte : +2,11 %).
| 1793 | 1800 | 1806 | 1821 | 1836 | 1841 | 1861  | 1866  | 1872  |
| ---- | ---- | ---- | ---- | ---- | ---- | ----- | ----- | ----- |
| 440  | 391  | 566  | 760  | 900  | 919  | 1 064 | 1 079 | 1 083 |

| 1876  | 1881  | 1886  | 1891  | 1896  | 1901  | 1906  | 1911  | 1921 |
| ----- | ----- | ----- | ----- | ----- | ----- | ----- | ----- | ---- |
| 1 050 | 1 107 | 1 171 | 1 178 | 1 157 | 1 154 | 1 184 | 1 217 | 992  |

| 1926  | 1931  | 1936  | 1946  | 1954  | 1962  | 1968  | 1975  | 1982  |
| ----- | ----- | ----- | ----- | ----- | ----- | ----- | ----- | ----- |
| 1 206 | 1 369 | 1 383 | 1 194 | 1 244 | 1 377 | 1 417 | 1 542 | 1 859 |

| 1990  | 1999  | 2004  | 2006  | 2009  | 2014  | 2019  | 2022  | - |
| ----- | ----- | ----- | ----- | ----- | ----- | ----- | ----- | - |
| 2 053 | 2 089 | 2 104 | 2 084 | 2 462 | 2 635 | 2 741 | 2 805 | - |

### Vie associative
Comités des fêtes, Fep, Arpa, Edelweiss, Créa cosnes, etc[réf. nécessaire].

## Culture locale et patrimoine

### Lieux et monuments
- Une nécropole franque fouillée en 1892.
- Maison forte au lieu-dit Soxey du XVe siècle dont il subsiste la chapelle, remplacée par un château au XVIIIe siècle.
- Ossuaire de Romain, monument inauguré le 31 août 1923 en hommage aux morts de l'attentat du 22 août 1914.
- Église paroissiale Saint-Martin à Cosnes reconstruite de 1824 à 1826 ; la tour clocher est datée 1825 sur la façade ouest et mesure 25 m de hauteur ; on y trouve des marques de tâcheron.
- Chapelle Saint-Clément à Romain. Église dite chapelle car annexe de l'église paroissiale de Cosnes, construite en 1427 ; la date qui aurait été portée par la porte d'entrée, d'après une lettre de l'architecte Varin d'octobre 1858 adressée au préfet à l'issue d'une visite effectuée à la chapelle est 1783. Restaurée en 1862 puis en 1878, reconstruction de la façade ouest, du pignon et de la charpente.

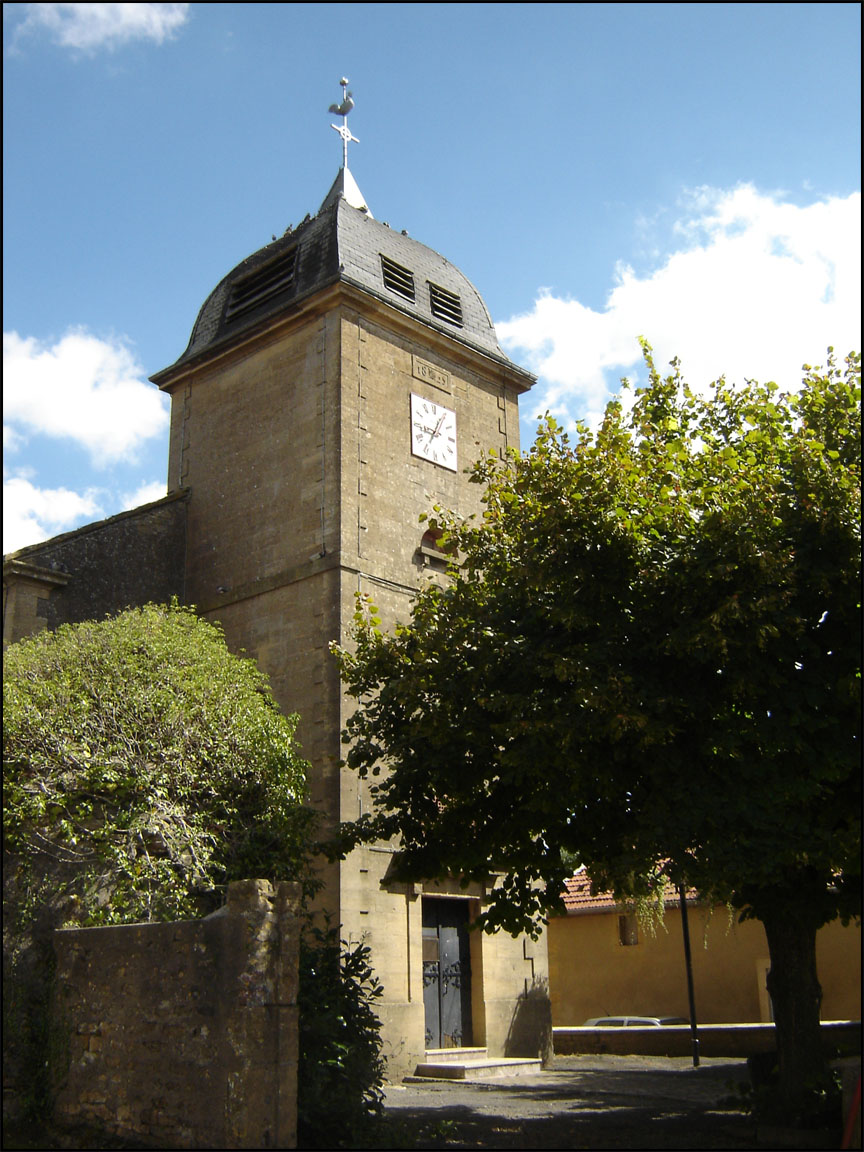
Église paroissiale Saint-Martin à Cosnes.
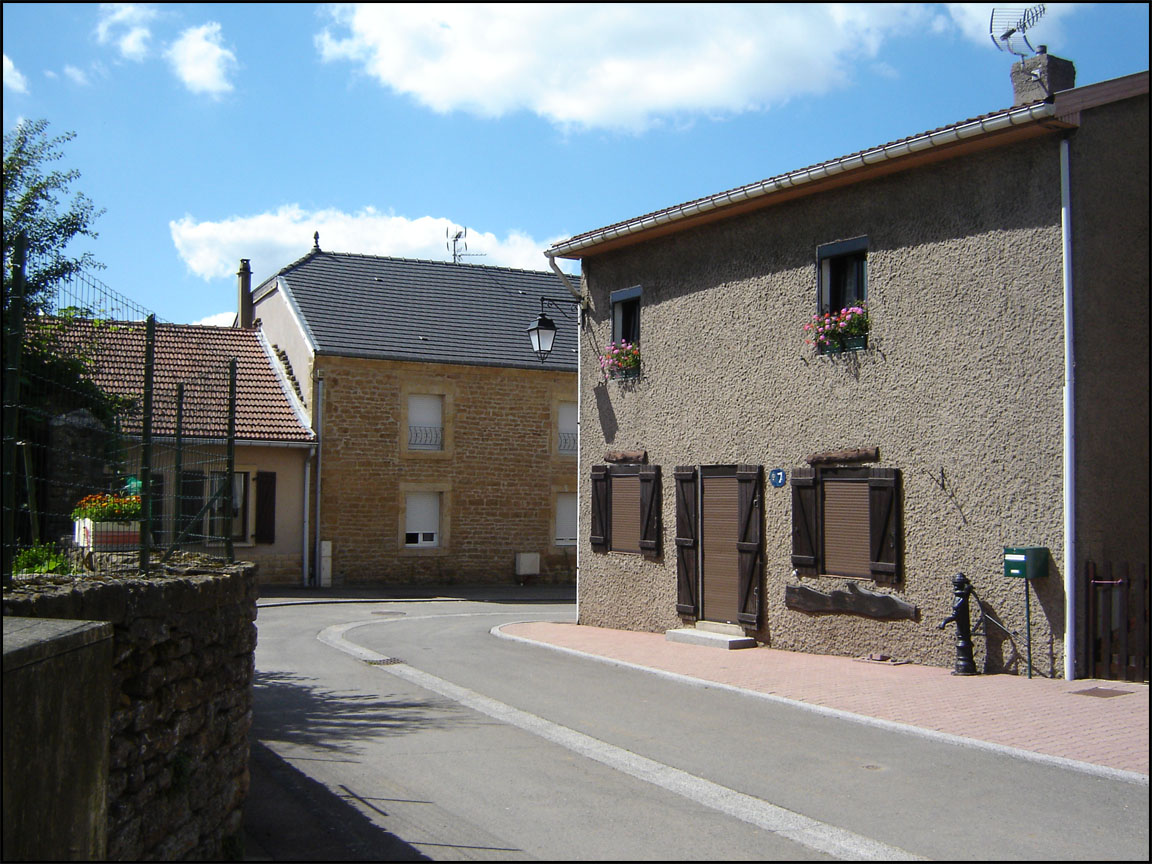
Des maisons du vieux village de Cosnes.
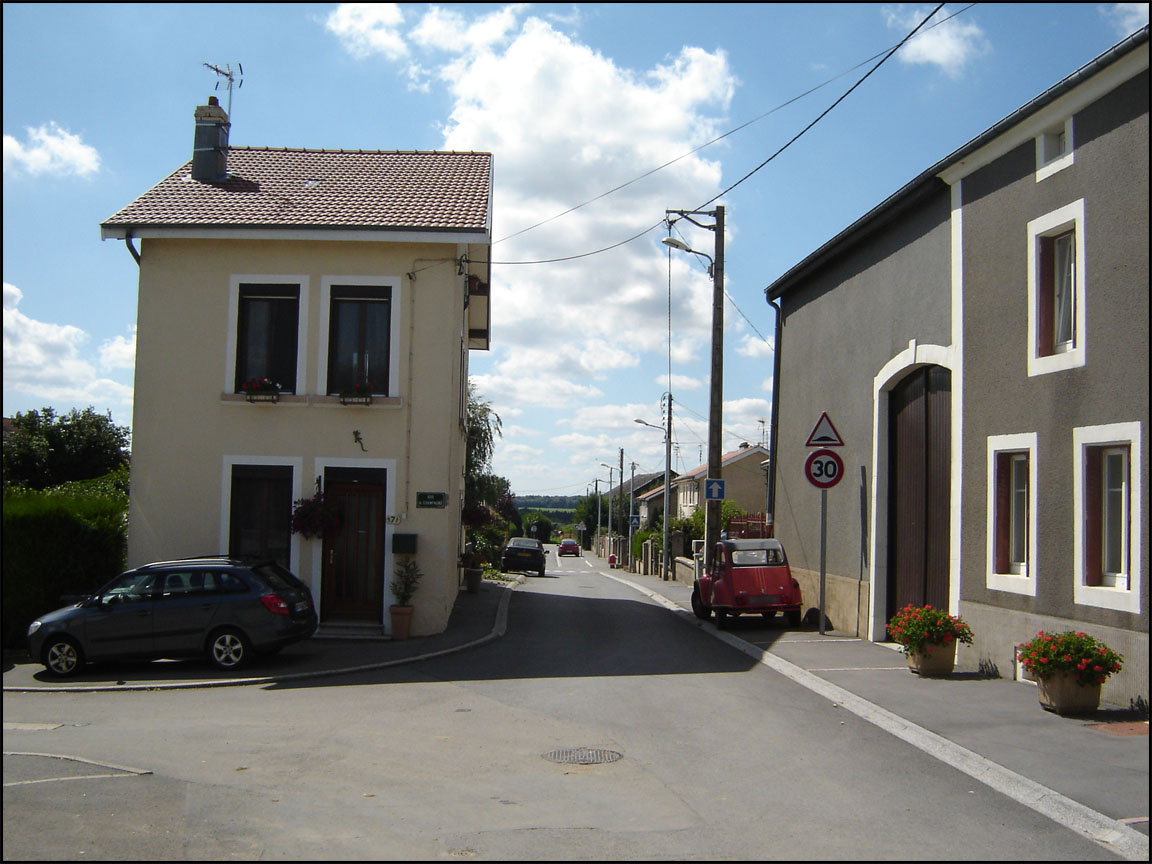
La rue de Champagne.
L'ancienne école de Vaux-Warnimont
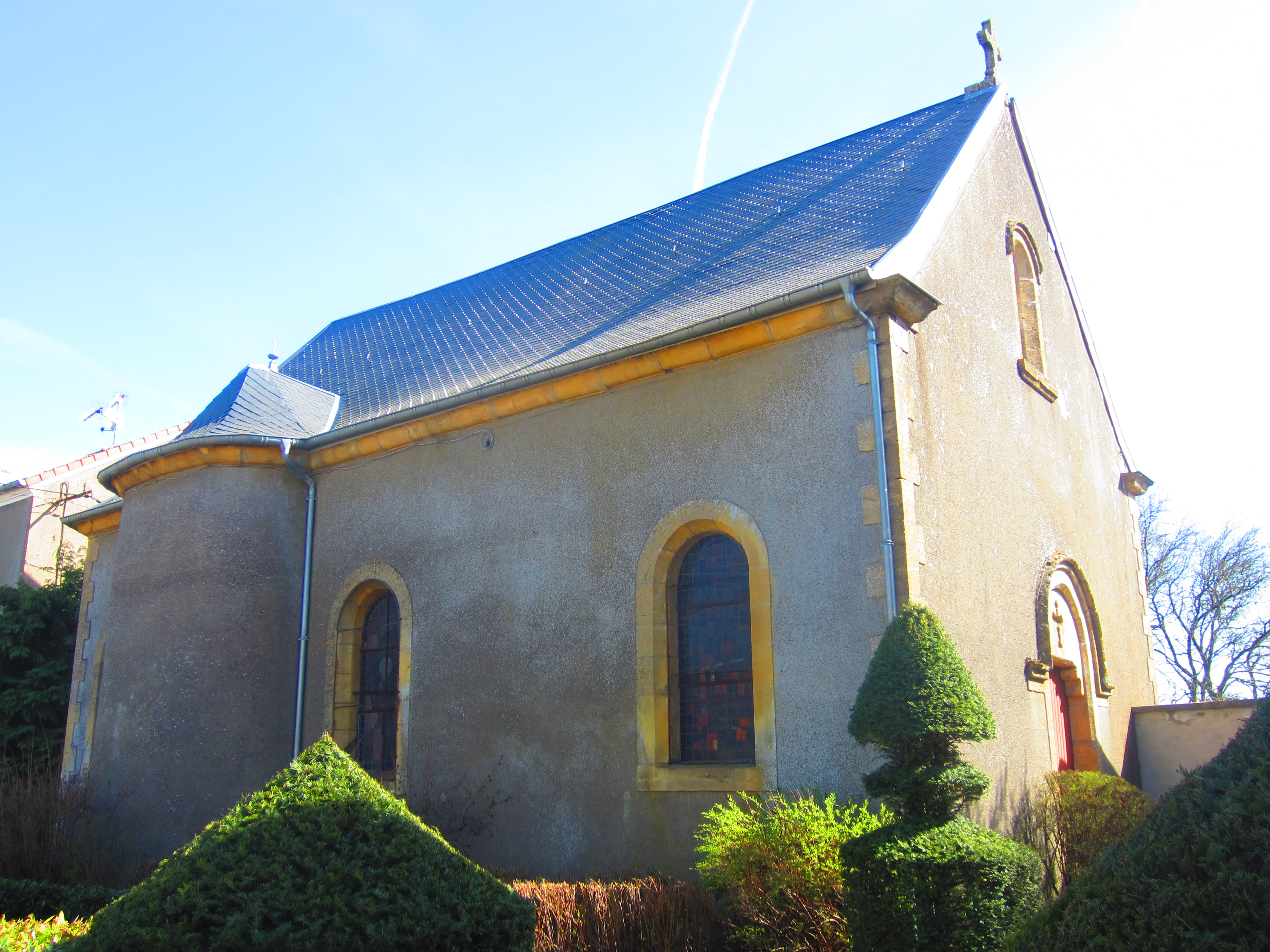
Chapelle Saint-Clément à Romain.

### Héraldique
| Blason de Cosnes-et-Romain | Blason  | Écartelé: au 1er de sinople à la tierce ondée alésée d'argent en pal, au 2e de pourpre à l'épi de blé d'or, au 3e d'azur à la hache d'argent emmanchée de sable en barre fendant une souche arrachée du même, au 4e d'or au wagonnet de sable enflammé de gueules; sur le tout, d'azur semé de croisettes recroisetées au pied fiché d'or, à deux bars adossés de même brochants. |
| Blason de Cosnes-et-Romain | Détails | Adopté en 1980. |

## Pour approfondir